# 1740-ві до н. е.

## Події
- Єгипет: правління фараонів XIII та XIV династій;
- Вавилон: 1749 до н. е. - початок правління Самсу-ілуна;